# Classe (Dungeons & Dragons)
La classe è una parte fondamentale dell'identità e della natura dei personaggi nel gioco di ruolo Dungeons & Dragons. Le capacità, i punti di forza e i punti deboli di un personaggio sono in gran parte definiti dalla sua classe; scegliere una classe è uno dei primi passi che un giocatore compie per creare un personaggio giocante di Dungeons & Dragons. La classe di un personaggio ne influenza le abilità e le caratteristiche. Un party di personaggi completo richiede una varietà di caratteristiche offerte dalle classi trovate all'interno del gioco.
Dungeons & Dragons è stato il primo gioco a introdurre l'uso delle classi di personaggi nel gioco di ruolo. In seguito, anche molti altri giochi di ruolo tradizionali e giochi di ruolo online hanno adottato il concetto. Le classi di Dungeons & Dragons sono state definite nel Manuale del Giocatore, uno dei tre manuali fondamentali; una varietà di classi alternative sono state definite anche in manuali supplementari.

## Classi per tipo

### Classi base
Queste classi sono apparse come classi dei personaggi nei manuali di base di più edizioni pubblicate:
- Barbaro: un combattente impetuoso e selvaggio, esperto nell'uso della rabbia e della forza bruta;
- Bardo: un artista carismatico che usa la musica e l'incanto per influenzare gli altri e supportare i suoi alleati;
- Chierico: un devoto che canalizza il potere divino per curare, proteggere e attaccare i nemici;
- Druido: un mistico che si connette con la natura e può trasformarsi in animali o usare incantesimi legati alla natura;
- Guerriero: un combattente versatile e disciplinato, abile nell'uso di varie armi e armature;
- Ladro: un maestro nell'arte della furtività, dell'inganno e del furto, abile nel disattivare trappole e aprire serrature;
- Mago: un incantatore che studia e impara i segreti della magia, usando incantesimi arcani per attaccare e manipolare il mondo;
- Monaco: un artista marziale che sfrutta la propria energia interiore per combattere a mani nude e usare abilità soprannaturali;
- Paladino: un guerriero sacro che combatte per la giustizia e la luce, usando poteri divini e abilità di combattimento;
- Ranger: un esploratore e cacciatore esperto, specializzato in combattimenti all'aperto e tracking;
- Stregone: un incantatore che nasce con poteri magici, in grado di lanciare incantesimi senza bisogno di studio;
- Warlock: un incantatore che ottiene i suoi poteri da un'entità esterna, spesso con un patto oscuro, come un demone o un essere ultraterreno.

### Classi base alternative
Mentre le classi base disponibili sono state abbastanza stabili dalla prima edizione di Advanced Dungeons & Dragons, una varietà di classi base alternative sono state offerte in manuali supplementari. La pubblicazione di Unearthed Arcana nel 1985, ad esempio, introdusse la nuova (per l'epoca) classe base del Barbaro e rielaborò i Paladini per essere un tipo della nuova classe base Cavaliere; Oriental Adventures ha inoltre introdotto una serie di classi alternative più adatte ad un'ambientazione orientale. La seconda edizione ha aggiunto diverse classi base completamente nuove (come Runecaster e Sciamano); inoltre, i manuali supplementari offrivano una varietà di "kit" per personalizzare ogni classe base, e la Guida del Dungeon Master offriva suggerimenti su come bilanciare le classi personalizzate create dai singoli giocatori. La terza edizione, nella sua Guida del Dungeon Master, ha introdotto cinque classi di personaggi non giocanti destinate all'uso del master e non dei personaggi.
Le classi base alternative sono considerate opzionali e non sempre sono utilizzabili in tutti i contesti. Ad esempio, la classe del Samurai introdotta nel manuale Oriental Adventures potrebbe non essere adatta ad un'ambientazione classica in stile reame europeo. Analogamente, le classi associate alle arti psioniche come il Guerriero Psichico non sono adatte alle ambientazioni che non includono tali arti.

### Multiclasse
La maggior parte delle edizioni di Dungeons & Dragons consente la possibilità di avanzare contemporaneamente in più di una classe, acquisendo livelli alternativamente da diverse classi, con un meccanismo noto come "multiclasse".
Nella prima e seconda edizione, cambiare la classe di un personaggio è difficile. Solo i personaggi di razza umana possono, e per farlo sono necessari requisiti molto alti in termini di punteggi di caratteristica: questo meccanismo è chiamato "dual-classing". I personaggi di razza non umana possono invece "multiclassare" acquisendo due (o raramente anche tre) classi allo stesso tempo al costo di una progressione del livello più lenta.
La terza edizione consente ai giocatori di mescolare e abbinare livelli da qualsiasi numero di classi, sebbene alcune combinazioni siano più efficaci di altre. Inoltre, con le "classi di prestigio" questa edizione offre la massima libertà per quanto riguarda le opzioni di multiclasse. Ci sono, tuttavia, penalità per il tasso di punti esperienza acquisiti se le classi vengono combinate in modo azzardato. La terza edizione di Unearthed Arcana include la variante Gestalt che consente ai personaggi di ottenere i vantaggi di due classi ad ogni livello acquisito.
La quarta edizione consente ai personaggi di acquisire un talento che consente l'accesso ad aspetti specifici di un'altra classe. I talenti multiclasse specifici per le classi sono anche prerequisiti per i talenti di scambio di potere, ognuno dei quali consente al personaggio di scambiare un potere quotidiano, di incontro o di utilità della loro prima classe con uno della loro seconda classe. Inoltre, al livello 11, un personaggio con un talento multiclasse e tutti i talenti di scambio di potere è idoneo per il multiclasse di paragone, che consente di ottenere poteri aggiuntivi della loro seconda classe invece di intraprendere un percorso di paragone. Alcune classi sono disponibili solo tramite il multiclasse; la prima di queste classi fu lo Spellscarred, introdotta nel Manuale del Giocatore di Forgotten Realms. Nella 4ª edizione, ogni personaggio può multiclassare in una sola classe, tranne quando diversamente specificato dalla sua classe primaria (come per il Bardo). Il Manuale del Giocatore III ha introdotto classi "ibride", una forma più profonda di multiclasse in cui gli elementi di due classi vengono combinati ad ogni livello.
Nella quinta edizione, il multiclasse richiede punteggi minimi di caratteristica per ogni classe scelta, tuttavia i requisiti non sono così alti come nelle precedenti edizioni. Le classi base richiedono solo un punteggio di caratteristica specifico pari o superiore a 13, ad eccezione del Monaco, del Paladino e del Ranger che ne richiedono due.

## Classi per edizione

### Original Dungeons & Dragons
Nel set originale di Dungeons & Dragons c'erano solo tre classi base: il Chierico, il Fighting Man e il Magic User. Gygax presenta la quarta classe base, il Ladro, in un articolo nel numero 9 della fanzine Great Plains Games Players Newsletter, mentre il Paladino viene introdotto come sottoclasse del Fighting Man nel supplemento Greyhawk (che presenta anche il Ladro già apparso in precedenza). Questi quattro archetipi di gioco fantasy rappresentano quattro ruoli tattici principali del gioco: il Fighting Man offre forza e resistenza per il combattimento; il Ladro offre astuzia e azione furtiva; il Chierico fornisce supporto sia in combattimento che in magia; e il Magic User ha una varietà di poteri magici. In molte maniere, le classi sono pensate come alternative che perfezionano o combinano queste funzioni. I Nani e gli Halfling erano limitati alla classe Fighting Man, mentre gli Elfi erano limitati alle classi Fighting Man e Magic User, ma possono cambiare da una all'altra ogni volta che lo desiderano. Tutte e tre le razze non umane avevano un avanzamento di livello limitato.

### Advanced Dungeons & Dragons1ª edizione
| Classe base                      | Sottoclassi                            |
| -------------------------------- | -------------------------------------- |
| Bardo                            | n/a                                    |
| Chierico                         | Druido                                 |
| Monaco                           | n/a                                    |
| Ladro                            | Assassino, Ladro-acrobata*             |
| Guerriero                        | Paladino, Ranger, Barbaro*, Cavaliere* |
| Mago                             | Illusionista                           |
| * Introdotta in Unearthed Arcana |                                        |

Advanced Dungeons & Dragons allentò le restrizioni sulle combinazioni di razza/classe, sebbene le razze non umane abbiano spesso restrizioni sul massimo livello raggiungibile. Classi comparse per la prima in supplementi e articoli della rivista The Strategic Review furono incluse come classi base. Il Player's Handbook introdusse anche la classe del Bard come sesta classe, comunque era più simile a quella che in edizioni precedenti sarebbe stata chiamata classe di prestigio, dato che non era possibile iniziare a giocare come bardo, ma si doveva iniziare come guerriero, cambiare casse in ladro e infine cambiare un'ultima volta classe come bardo.
La scelta della classe era vincolata ai valori delle abilità. Per esempio un personaggio per essere un guerriero necessitava di una forza di almeno 9, il monaco richiedeva 15 di forza, saggezza, destrezza e 11 di costituzione..
Il Player's Handbook introdusse ulteriori modifiche nel gioco e nelle classi personaggio. Rispetto alle edizioni precedenti il dado vita di guerrieri, chierici e ladri venne migliorato (rispettivamente un d10, d8 e d6). L'effetto della forza di un personaggio sulla probabilità di colpire, il danno causato, il peso sollevabile e la probabilità di aprire una morta furono modificati. Un'alta intelligenza conferì una probabilità migliorata sia della probabilità di conoscere incantesimi, sia di imparare linguaggi. Un'alta saggezza diede ai chierici un bonus sugli incantesimi, mentre una bassa la probabilità di fallire nel lanciarli. Nuove tabelle delinearono gli effetti di costituzione, destrezza e carisma. Ogni classe e sottoclasse ebbe una propria tabella di esperienza, per la maggior parte di esse divenne più difficile avanzare sopra il terzo o quarto livello. Furono introdotti anche i personaggi multiclasse
Unearthed Arcana aggiunse le sottoclassi del cavaliere (già apparso in Dragon n. 59), barbaro (già apparso in Dragon n. 63) e ladro-acrobata (già apparso in Dragon n. 69)

### Advanced Dungeons & Dragons2ª edizione
| Gruppo      | Classi |
| ----------- | --- |
| Combattente | Guerriero |
| Combattente | Paladino |
| Combattente | Ranger |
| Stregone    | Mago |
| Stregone    | Mago specialista (alteratore, divinatore, evocatore, illusionista, incantatore, invocatore, negromante, scongiuratore) |
| Sacerdote   | Chierico |
| Sacerdote   | Druido |
| Sacerdote   | Preti di mitologie specifiche                                                                                          |
| Vagabondo   | Ladro |
| Vagabondo   | Bardo |

La seconda edizione di Advanced Dungeons & Dragons cercò di razionalizzare quello che era diventato un pasticcio di regole che si applicavano solo a specifici casi nella prima edizione. Cercò quindi di semplificare le regole ed eliminare le contraddizioni. Le classi di personaggi furono divise in quattro gruppi o "metaclassi": combattenti, stregoni, sacerdoti e vagabondi (rispettivamente Warrior, Wizard, Priest e Rogue). Ogni gruppo aveva una classe "base" che richiedeva solo un 9 nel "primo attributo" della classe e che erano potevano essere giocate in ogni ambientazione, le classi rimanenti erano considerate opzionali. Le classi di gruppo di classi avevano in comune i dadi vita, THAC0 e tabella dei tiri salvezza.

#### Modifiche
Gli incantesimi furono unificati in due gruppi, uno per gli stregoni (suddiviso in scuole di magia) e l'altro per i Sacerdoti (suddiviso in sfere di influenza). Le singole classi avevano accesso a scuole o sfere differenti, dando così ad ognuna una lista di incantesimi distinta.
Per esempio la classe dell'illusionista della 1ª edizione divenne un tipo di mago specialista. Un mago specialista può lanciare incantesimi extra della sua scuola di magia, ma non può lanciare incantesimi della scuola/e opposta; per esempio un illusionista ottiene incantesimi giornalieri extra nella scuola dell'illusione, ma non può lanciare incantesimi di abiuriazione, necromanzia ed evocazione.
Una distinzione simile venne fatta per i preti. La seconda edizione introdusse preti di mitologie specifiche che ottengono abilità, restrizioni e sfere di influenza proprie. Il druido viene dato come esempio, le specifiche per altri preti sono lasciate all'operato del dungeon master e a manuali di ambientazione. Per esempio un prete di Tempus, dio della guerra dei Forgotten Realms può incitare una furia berseker e non ha la limitazione di altri chierici all'uso di sole armi da botta. La scelta delle sfere di influenza opera in maniera simile a quella della scelta delle scuole di magia permesse e vietate.
La classe del bardo venne cambiata in una che poteva essere scelta alla creazione del personaggio. Monaco ed assassino furono rimosse dal Manuale del giocatore. La Guida del Dungeon Master spiega al riguardo:
Idem dicasi per gli assassini: non ci vogliono poteri speciali per uccidere su commissione, basta ignorare certi principi. La scelta del titolo non implica particolari doti o abilità: il personaggio si limita ad usare le sue caratteristiche per il raggiungimento dei suoi fini.»
(David "Zeg" Cook, Manuale del Dungeon Master, TSR, p. 35)
Supplementi specifici per classe introdussero modifiche che permisero ai giocatori di creare personaggi basati su temi specifici senza dover introdurre nuove classi. L'assassino, il barbaro e il monaco furono reimplementati in questa maniera, con il barbaro riceveno un suo libro specifico, il Complete Barbarian's Handbook. Similmente sciamani e runecaster furono introdotti come kit, mentre personaggi psionici furono introdo nel Complete Psionics Handbook.<

### Dungeons & Dragons3ª edizione
La terza edizione di D&D abolì la pratica di raggruppare le classi, permettendo nuovamente che i dadi vita, bonus di attacco e tiri salvezza variassero per ciascuna classe. Il monaco tornò ad essere una classe base, venne aggiunta la classe dello stregone e inclusa quella del barbaro precedentemente descritta nella prima edizione dell'Unearthed Arcana e come kit opzionale nella seconda edizione. I requisiti minimi di attributi furono aboliti, sebbene un valore basso in un attributo importante influenzi comunque negativamente il personaggio.
Le tabelle dei punti esperienza per livello furono unificate in un'unica tabella identica per tutte le classi, permettendo quindi di multiclassare più facilmente il personaggio, invece di dover dividere l'esperienza guadagnata i personaggi possono semplicemente, quando ottengono punti esperienza sufficienti per avanzare di un livello, in quale classe avanzare e aggiungere i bonus appropriati per quella classe.
In aggiunta alle undici classi presentati nel Manuale del giocatore altre classi furono introdotte nei supplementi successivi e la Guida del Master conteneva cinque classi più deboli, progettate per i personaggi non giocanti: adepto, aristocratico, combattente, esperto, popolano.

#### Classi base
Le undici classi presenti nel Manuale del giocatore della terza edizione sono:
- Barbaro
- Bardo
- Chierico
- Druido
- Guerriero
- Monaco
- Paladino
- Ranger
- Ladro
- Sorcerer
- Mago

#### Classi alternative
Diversi manuali aggiunsero nuove classi base, che si potevano prendere dal primo livello o in cui multiclassare. Alcuni di questi presentavano anche delle classi di prestigio che avevano requisiti di ingresso accessibili solo prendendo livelli nelle classi base descritte nel manuale,
Oltre all'aggiunta della varianti di classe per le classi base, molti supplementi introdussero nuove nuove classi base che si potevano prendere dal primo livello o in cui si poteva multiclassare. Alcuni di questi libri comprendono classi di prestigio hanno requisiti di ingresso accessibili solo avendo livelli nelle classi descritte nel libro stesso (per esempio la classe di prestigio Soulcaster richiede l'abilità di classe soulmelding, offerta solo dalle tre classi base di Magic of Incarnum).

#### Classi di prestigio
Furono inoltre introdotte nella Guida del Master le classi di prestigio, come mezzo per personalizzare il proprio personaggio. Queste sono una forma di multiclasse inaccessibile al 1º livello, dato che un personaggio deve soddisfare un certo numero di prerequisiti, come possedere certi talenti, o appartenere a specifiche organizzazioni. Le classi di prestigio offrono la possibilità di concentrarsi su certe abilità, che sono altrimenti difficili da ottenere. Per esempio l'assassino nella terza edizione è una classe di prestigio per multiclassare nella quale si deve essere di allineamento malvagio, avere 8 gradi in muoversi silenziosamente e in Nascondersi, avere 4 gradi in Camuffare e commettere un delitto specificatamente per lo scopo di diventare un assassino. In cambio concede poteri magici minori, un danno furtivo maggiore e un miglior uso dei veleni.
La Guida del master include le classi di prestigio: arciere arcano, assassino, difensore nanico, guardia nera, servitore immondo, maestro del sapere e ombra danzante, mentre la revisione della 3.5 include classi come il Mistificatore Arcano, l'Arcimago, Discepolo dei draghi e Duellista. Molti altri manuali introdussero classi di prestigio aggiuntive, come il cantore della lama in Il tomo e il sangue (Tome and Blood); iettatore, geomante, trasformista, signore verdeggiante in Signori delle terre selvagge (Masters of the Wild); Campione divino in Forgotten Realms - Ambientazione (Forgotten Realms Campaign Setting); cerebromante e elocatore nel Manuale completo delle arti psioniche (Expanded Psionics Handbook); lirista di Fochlucan nel Perfetto avventuriero (Complete Adventurer); e camaleonte in Razze del destino (Races of Destiny). Alcune di queste classi furono corrette per equilibrarle nella revisione 3.5 del gioco.

### Dungeons & Dragons 4ª edizione
| Manuale del giocatore           | Manuale del giocatore | Manuale del giocatore | Manuale del giocatore |
| Classe                          | Fonte di potere       | Ruolo                 |                       |
| ------------------------------- | --------------------- | --------------------- | --------------------- |
| Chierico                        | Divino                | Guida                 |                       |
| Guerriero                       | Marziale              | Difensore             |                       |
| Paladino                        | Divino                | Difensore             |                       |
| Ranger                          | Marziale              | Assalitore            |                       |
| Ladro                           | Marziale              | Assalitore            |                       |
| Warlock                         | Arcano                | Assalitore            |                       |
| Warlord                         | Marziale              | Guida                 |                       |
| Mago                            | Arcane                | Controllore           |                       |
| Manuale del giocatore 2         |                       |                       |                       |
| Vendicatore                     | Divino                | Assalitore            |                       |
| Barbaro                         | Primeva               | Assalitore            |                       |
| Bardo                           | Arcana                | Guida                 |                       |
| Druido                          | Primeva               | Controllore           |                       |
| Invocatore                      | Divino                | Controllore           |                       |
| Sciamano                        | Primeva               | Guida                 |                       |
| Stregone                        | Arcano                | Assalitore            |                       |
| Guardiano                       | Primeva               | Difensore             |                       |
| Manuale del giocatore 3         |                       |                       |                       |
| Ardente                         | Psionica              | Leader                |                       |
| Psicombattente                  | Psionica              | Difensore             |                       |
| Monaco                          | Psionica              | Assalitore            |                       |
| Psion                           | Psionica              | Controllore           |                       |
| Runista                         | Divino                | Guida                 |                       |
| Cercatore                       | Primeva               | Controllore           |                       |
| Eberron Player's Guide          |                       |                       |                       |
| Artificiere                     | Arcano                | Guida                 |                       |
| Forgotten Realms Player's Guide |                       |                       |                       |
| Swordmage                       | Arcano                | Difensore             |                       |
| Rivista Dragon                  |                       |                       |                       |
| Assassino                       | Ombra                 | Assalitore            |                       |
| Heroes of Shadow                |                       |                       |                       |
| Vampiro                         | Ombra                 | Assalitore            |                       |

La quarta edizione rivide l'organizzazione delle classi a favore di un insieme di meccaniche maggiormente unificato, che era pensato per ridurre lo squilibrio percepito tra i personaggi in grado di lanciatori di incantesimi e quelli che non erano in grado. Le classi possono essere definite come una combinazione del ruolo di un personaggio e di una fonte di potere e si differenziano in base ai poteri e caratteristiche che danno, che seguono tutte lo stesso schema di poteri a volontà, una volta per incontro, giornalieri e di utilità.
Il primo manuale Manuale del giocatore - Eroi divini, arcani e marziali non include alcune delle classi, come il barbaro, bardo, druido, monaco e stregone (sebbene queste furono ripristinate nei Manuale del giocatore successivi), ma include il warlock (introdotto originariamente nel manuale del Complete Arcane dell'edizione 3.5) e il condottiero (originariamente introdotto come marshal nel Miniature Handbook della terza edizione). In totale nei tre manuali del giocatore furono pubblicate ventisei classi.

#### Fonti di potere
Ogni classe trae il suo potere da una fonte specifica. Le fonti di potere presenti nel Player's Handbook sono arcano, divino e marziale. Le classi arcane ottengono energia dal cosmo, quelle divine dalle loro divinità e quelle marziali dall'addestramento e la forza di volontà. Il Manuale del giocatore 2 introduce la fonte primeva, che trae potere dagli spiriti del mondo naturale. Dragon n. 379 pubblicò la classe dell'assassino, inclusa la sua fonte di potere: l'ombra. Il Manuale del giocatore 3 introduce la fonte di potere psionica, che tre potere dalla mente. Il Player's Option: Heroes of the Elemental Chaos introduce classi che usano il potere elementale.

#### Ruolo dei personaggi
I personaggi di una data classe soddisfano un particolare ruolo nel gruppo, specialmente in combattimento. Le guide (leaders) sono specializzate nel potenziare e curare gli alleati. I controllori sull'influenzare più bersagli contemporaneamente, danneggiandoli, indebolendoli o alterando il campo di battaglia. I difensori si specializzano nel bloccare gli attacchi nemici o nell'attirarli su sé stessi e sono generalmente incentrati sul combattimento corpo a corpo. Gli assalitori (strikers) si specializzano sulla mobilità, il causare gravi danni a singoli bersagli e sull'evitare gli attacchi. Mentre alcune guide o assalitori sono concentrati sul combattimento corpo a corpo o su quello a distanza, i ruoli in quanto tali non lo sono.

### Cammini leggendari e destini epici
Le classi di prestigio delle edizioni precedenti sono state rimpiazzate dai cammini leggendari e destini epici, come metodo di personalizzazione del personaggio. Ogni personaggio può scegliere un cammino leggendario una volta raggiunto il livello 11 e un destino epico una volta raggiunto il livello 21.
I cammini leggendari sono spesso (ma non sempre) specifici di una classe e alcuni hanno prerequisiti aggiuntivi. Altri sono ristretti ai membri di una razza o sono associati con una nazione o fazione dell'ambientazione. I cammini leggendari espando le abilità esistenti di un personaggio. Per esempio quelli di un guerriero migliorano la sua costituzione, capacità di subire danni o l'efficacia con le armi da mischia.
I destini epici generalmente hanno prerequisiti meno stringenti che i cammini leggendari, molti sono disponibili a più classi e alcuni come Semidio Cercatore Eterno hanno solo il raggiungimento del 21º livello come prerequisito. Ogni destino epico include almeno una maniera in cui un personaggio può stabilire un'eredità e almeno una maniera in cui il personaggio può ritirarsi. La maggior parte fornisce meno benefici che un cammino leggendario, ma quelli che fornisce sono molto più potenti. Una caratteristica comune dei destini epici è di permettere ai personaggi (solitamente una volta al giorno) di ritornare in vita o comunque di continuare a essere attivo anche dopo la morte.
Diversamente dalle classi di prestigio un personaggio può scegliere un singolo cammino leggendario e un singolo destino epico, e gli avanzamenti in essi sono in aggiunta a quelli di classe, piuttosto che sostituirli.

### Dungeons & Dragons 5ª edizione
Le classi della quinta edizione hanno meccaniche e caratterizzazione simili alle corrispettive versioni della terza edizione. Le classi acquisiscono nuove capacità al raggiungimento di ogni livello, consentendo loro di affrontare creature più forti e situazioni più difficili o pericolose, ma a differenza della quarta edizione gli avversari di livello inferiore continuano ad offrire una sfida poiché con l'avanzare dei livelli le statistiche aumentano in modo minore.
Le classi incluse nel Manuale del Giocatore della 5ª edizione (2014) corrispondono alle 12 classi base. La prima nuova classe alternativa per la 5ª edizione, l'Artificiere, è stata pubblicata nei manuali Eberron: Rising from the Last War (2019) e Tasha's Cauldron of Everything (2020).

### Sottoclassi
Ogni classe ha più sottoclassi, che consentono ai giocatori di scegliere quale Archetipo della loro classe vogliono seguire (ad esempio: Berserker Barbarian, Evoker Wizard, Wild Magic Sorcerer, Beastmaster Ranger, etc.), scelto generalmente al 3º livello. L'Archetipo definisce molte delle caratteristiche che la classe acquisisce.

## Accoglienza
Screen Rant ha valutato la classe del Mago come la più potente e la classe del Ranger come la meno potente delle 12 classi base della 5ª edizione.
Gus Wezerek, per FiveThirtyEight, ha riferito che delle "combinazioni di classe e razza per 100.000 personaggi che i giocatori hanno creato su D&D Beyond dal 15 agosto al 15 settembre 2017", la classe del Guerriero è stata la più utilizzata (13.906 volte), seguita dal Ladro (11.307) e dal Mago (9.855); mentre il Druido è stato il meno utilizzato (6.328). Wezerek ha scritto "quando ho iniziato a giocare a Dungeons & Dragons cinque anni fa, non avrei mai scelto la combinazione più popolare del gioco: il Guerriero Umano. Ci sono già abbastanza guerrieri umani in film, TV e libri — il mio primo personaggio era uno Stregone Dragonide albino. Ma oggi riesco a vedere oltre la semplicità della combinazione".

## Impatto culturale

### Televisione
- Nella serie televisiva Stranger Things, una sessione di Dungeons and Dragons giocata dai protagonisti è una delle prime scene dell'episodio pilota, e il gioco riappare più volte nel corso della serie.[34] Nel 2019, la Wizards of the Coast ha pubblicato uno starter set tema Stranger Things per la 5ª edizione di Dungeons and Dragons che include "cinque personaggi pre-generati, uno per ogni membro del party come descritto nella stagione 2 di Stranger Things. I fan possono mettersi nei panni del paladino di Mike, del chierico di Will, del ranger di Lucas, del bardo di Dustin e del mago di Undici".[35]